# Liste des ZNIEFF de la Haute-Vienne

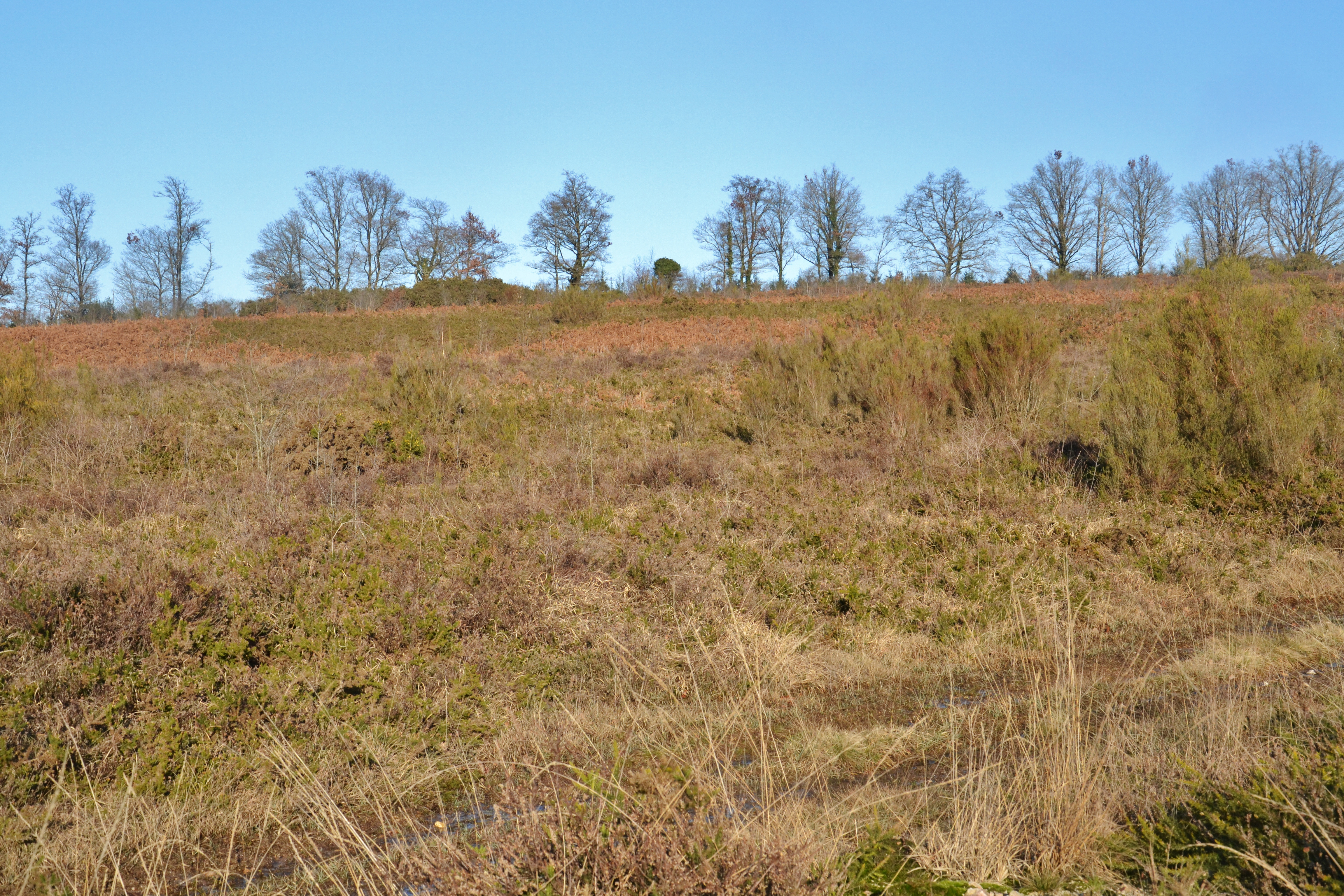
La lande de Ceinturat, à Cieux est une ZNIEFF de type I.

Cette liste recense les sites classés zones naturelles d'intérêt écologique, faunistique et floristique (ZNIEFF) du département de la Haute-Vienne.

## Statistiques
La Haute-Vienne compte 122 sites classés zones naturelles d'intérêt écologique, faunistique et floristique (ZNIEFF)

## Liste des sites

### Liste des ZNIEFF de type I
- Bois de Crosas
- Bois de la Tourette
- Bois des Essarts
- Bois et caves de la zone centrale des Monts d'Ambazac
- Brandes des Bois du Roi
- Etang de Ballerand
- Etang de Belleperche
- Etang de Boutilly
- Etang de Cieux
- Etang de Crorieux
- Etang de Gouillet
- Étang de la Crouzille
- Etang de la Mazère
- Etang de la Monnerie
- Etang de la Pouge
- Etang de la Ribière
- Etang de Moustiers
- Etang de Murat
- Etang de Sagnat
- Etang de Tricherie
- Etang de Vieulac
- Etang de Vitrat
- Etang des Aguzons
- Etang des Planchettes
- Etang du Pont à l'âge
- Etang du Rischauveron
- Etang-tourbière de Vallégeas
- Etangs d'Aigueperse et Sivergnat
- Etangs de Fromental et chaos rocheux de la Roche aux fées
- Etangs de la forêt de Brigueuil
- Etangs de Marsaguet et de la Brinde
- Forêt d'Aixe
- Forêt d'Epagne
- Forêt de la Feuillade
- Forêt de Montard
- Forêt de Rochechouart
- Forêt des Coutumes
- Forêt et zone humide de Boubon
- Lac de Vassivière
- Lande de Ceinturat
- Lande de Chérugnat
- Lande de Chénevières
- Lande de Forgeas
- Lande de la Haute-Renaudie
- Lande de la Martinie
- Lande de la Petite-Monnerie
- Lande des Jarosses
- Lande du Puy Pény
- Lande du ruisseau de la Roubardie
- Landes du Coury
- Landes du Mont Gargan
- Landes et étang de Villemedeix et Bramefan
- Landes et prairies du Puy Doumeau
- Landes et prairies humides du Theillaud et des Tuileries
- Marais et zone humide des Valades
- Rochers et caves du château de Rochechouart
- Ruisseau de l'Auzette à l'amont de l'étang de Cordelas
- Ruisseau de Lacelle à Firmigier
- Ruisseau de Moissannes
- Ruisseau des Fontenelles
- Serpentine de la Flotte et du Cluzeau
- Serpentine de la Ribière
- Serpentine de la Villedieu
- Serpentine de Saint-Laurent
- Serpentine des Pierres du Mas
- Site à chauves-souris : caves et bois du château de Valmate
- Site à chauves-souris : forêt et ancienne mine de Champvert
- Site à chauves-souris des monts d'Ambazac : ancienne carrière et mines du Puy Bernard
- Site à chauves-souris des monts d'Ambazac : Chantot-Vauguenige
- Site à chauves-souris des monts d'Ambazac : Les Courrières
- Site à chauves-souris des monts d'Ambazac : mine de Chabannes
- Site à chauves-souris des monts d'Ambazac : mine de Vénachat et de la Bachellerie
- Site à chauves-souris des monts d'Ambazac : Moulin de l'Âge
- Site à chauves-souris des monts d'Ambazac : ruines de château de Monisme
- Tourbière de Beaumont
- Tourbière de Friaulouse
- Tourbière de la Route élevée
- Tourbière de Pioffret
- Tourbière des Dauges
- Tourbière des Ribières de Gladières
- Tourbière du Bois de Crosas et landes des Roches Brunagères
- Tourbière du Bois des Vergnes
- Tourbière du Petit Moulin de Veyrac
- Tourbière de Mallety
- Vallée de l'Isle au Chalard
- Vallée de l'Aurence au Meynieux
- Vallée de l'Auvézère
- Vallée de la Benaize
- Vallée de la Boucheuse aux Biards
- Vallée de la Boucheuse et étang de Chauffaille
- Vallée de la Briance au pont de Neuvillard
- Vallée de la Gartempe : saut de la Brame
- Vallée de la Gartempe à Châteauponsac
- Vallée de la Gartempe au viaduc de Rocherolles
- Vallée de la Gartempe sur l'ensemble de son cours
- Vallée de la Gartempe à l'amont du Pont de Lanneau
- Vallée de la Glane - Site Corot - Le moulin du Dérot
- Vallée de la Gorre et du Gorret
- Vallée de la Ligoure et de la Briance au château de Chalucet
- Vallée de la Maulde vers Châtaignoux Fafreix
- Vallée de la Semme au Moulin d'Hervaud
- Vallée de la Vienne à Bouchefarol
- Vallée de la Vienne à Bussy-Varache
- Vallée de la Vienne à la confluence de la Briance
- Vallée de la Vienne à la confluence du ruisseau des Raches
- Vallée de la Vienne à la confluence de la Combade
- Vallée de la Vienne au Mas-Marvent
- Vallée de la Vienne aux 3 ponts de Masléon
- Vallée de la Vienne de Servières à Saint-Léonard-de-Noblat
- Vallée de la Vienne du Moulin de la Mie au Daumail
- Vallée du Taurion à la confluence du Ruisseau du Parleur
- Vallée du Taurion à l'aval du barrage de l'Etroit
- Vallée du Taurion, des sources à la confluence avec la Vienne
- Vallée supérieure de la Valoine aux Aulières
- Zone humide des Mounières

### Liste des ZNIEFF de type II
- Bois des Landilles et du Mas Boucher
- Etangs de la région de Thouron
- Forêt de Brigueil
- Landes et bois de la butte de Frochet
- Monts d'Ambazac et vallée de la Couze
- Vallée de la Tardoire (du moulin de Cros à Peyrassoulat)